# Киреев (хутор)
Киреев — хутор в Обливском районе Ростовской области.
Входит в состав Караичевского сельского поселения.

## География

### Улицы
| - ул. Верхняя, - ул. Дальняя, - ул. Зелёная, - ул. Мира, | - ул. Приозёрная, - ул. Светлая, - ул. Трудовая, - ул. Широкая. |

## История
Точное время появления хутора Киреев неизвестно. Предположительно, он был основан старообрядцами, бежавшими от гонений на Дон. В конце XIX века в хуторе проживало 1055 человек.
Находясь в составе Области Войска Донского, на хуторе существовала Васильевская единоверческая церковь.
В 1929 году в нём был создан колхоз им. Калинина, затем переименованный в колхоз «Знамя труда».

## Население
| 2010 |
| ---- |
| 397  |